# 霍尼韦尔 (犹他州)
霍尼韦尔（英文：Honeyville），是美国犹他州博克斯埃尔德县下属的一座城市。建市于 1861年，面积大约为11.81平方英里（30.6平方公里），海拔约为4,298英尺（1,310米）。根据2010年美国 人口普查，该市有人口1,441人。